# Wilfords Dreiflügelfrucht
Wilfords Dreiflügelfrucht (Tripterygium wilfordii) ist die einzige Art der Pflanzengattung Tripterygium innerhalb der Familie der Spindelbaumgewächse (Celastraceae). Die kletternde Pflanze ist in Ostasien beheimatet und wird als Zierpflanze kultiviert. Sie ist in allen Bestandteilen giftig und hat wegen ihrer Inhaltsstoffe medizinische Bedeutung.

## Beschreibung

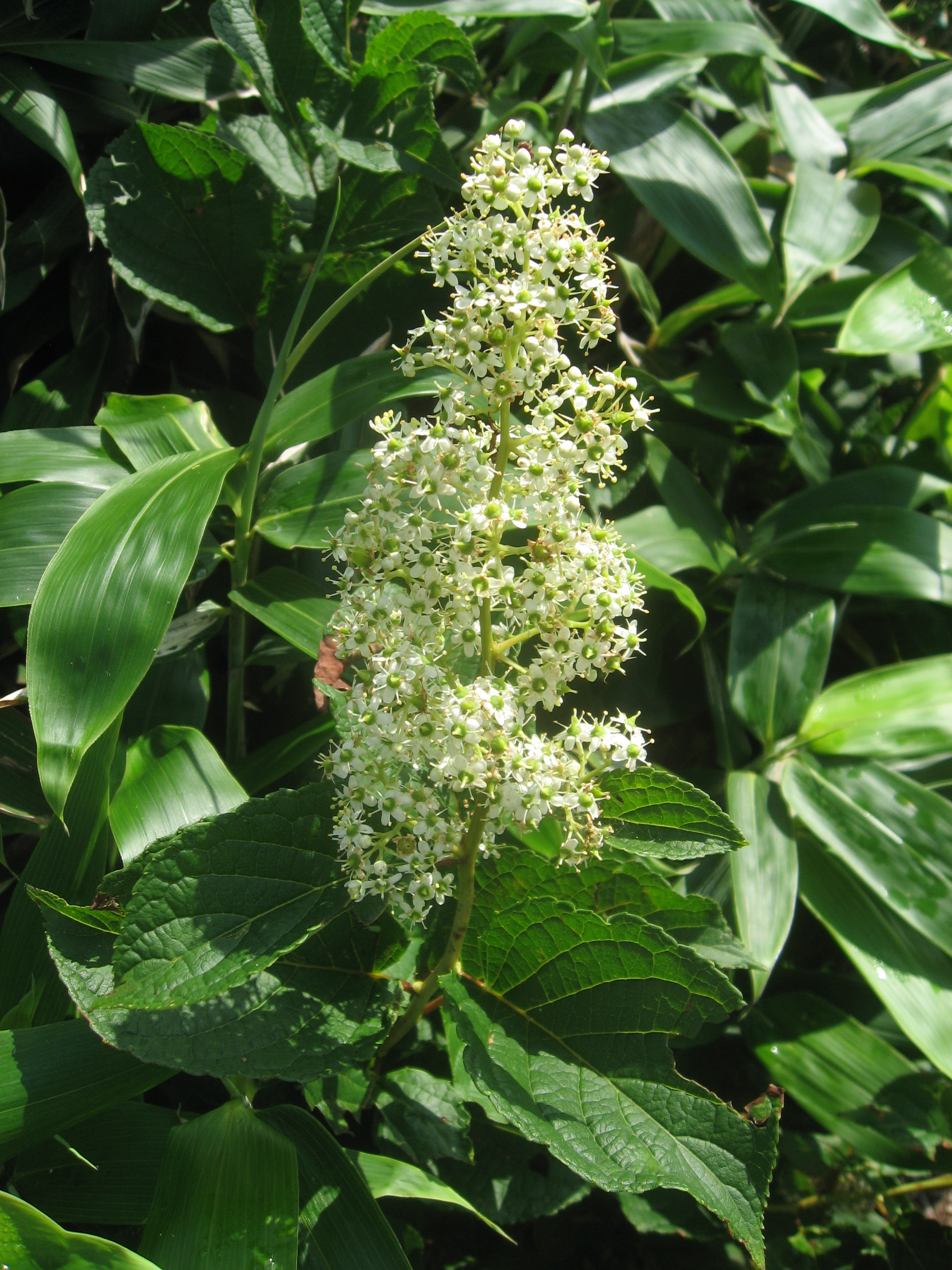
Blütenstand

### Erscheinungsbild und Blatt
Wilfords Dreiflügelfrucht wächst als laubabwerfender Halbstrauch oder als eine teils verholzende Kletterpflanze und erreicht Wuchshöhen von 2 bis 6 (selten bis 10) Meter. Sie ist als Jungpflanze filzig behaart und an schattigen Standorten im Alter kahl.
Die wechselständig angeordneten, einfachen Laubblätter sind in Blattstiel und Blattspreite gegliedert. Der Blattstiel ist 1 bis 2 Zentimeter lang. Die papierige und je nach Lichtmenge krautige bis lederige Blattspreite ist meist eiförmig oder elliptisch bis verkehrt-eiförmig, 8,6 bis 12,5 (selten 4,6 bis 18,4) Zentimeter lang und 5,7 bis 8,9 (3,1 bis 12,3) Zentimeter breit. Sie ist kahl oder schwach filzig mit rotbraunen Haaren besetzt. Der Blattgrund ist spitz oder abgerundet bis leicht herzförmig. Der Blattrand ist ganz bis gesägt oder gekerbt. Zum äußeren Ende hin ist die Spreite mehr oder weniger  bespitzt bis spitz oder zugespitzt mit öfters rundspitzger Spitze. Die früh abfallenden Nebenblätter sind linealisch.

### Blütenstand und Blüte
Die Blütezeit reicht in China von Mai bis Oktober. Die seiten- oder endständigen, thyrsenähnlichen, Blütenstände setzen sich aus mehreren bis vielen kleineren Thyrsen zusammen. Sie erreichen eine Länge von 12,5 bis 23,6 (4,5 bis 38) Zentimeter und eine Breite von 4,7 bis 9,3 (2,3 bis 15) Zentimeter.
Die kleinen, fünfzähligen Blüten mit doppelter Blütenhülle sind normal zwittrig oder funktionell männlich, und 4 bis 6 Millimeter lang und breit. Der minimale Kelch ist fünflappig, halbkugelförmig und 1 Millimeter lang. Die fünf kleinen, weißlichen, gelblichen oder gelb-grünen Kronblätter sind länglich bis annähernd eiförmig, zum Ansatz hin verschmälert, zum äußeren Ende hin abgerundet und 2 bis 2,5 Millimeter lang. Der fünflappige, hellgrüne Diskus ist fleischig mit aufgewölbtem Rand und weist einen Durchmesser von rund 2 Millimeter auf. Die fünf kurzen, am Rand des Diskus inserierten Staubblätter besitzen nach innen gewandte Staubbeutel, die sich längs öffnen. Der oberständige, leicht lappige Fruchtknoten ist unvollständig dreifächrig. Die je Fach zweifach vorhandenen Samenanlagen stehen aufrecht. Der Griffel ist kurz und die hellviolette Narbe kopfig.

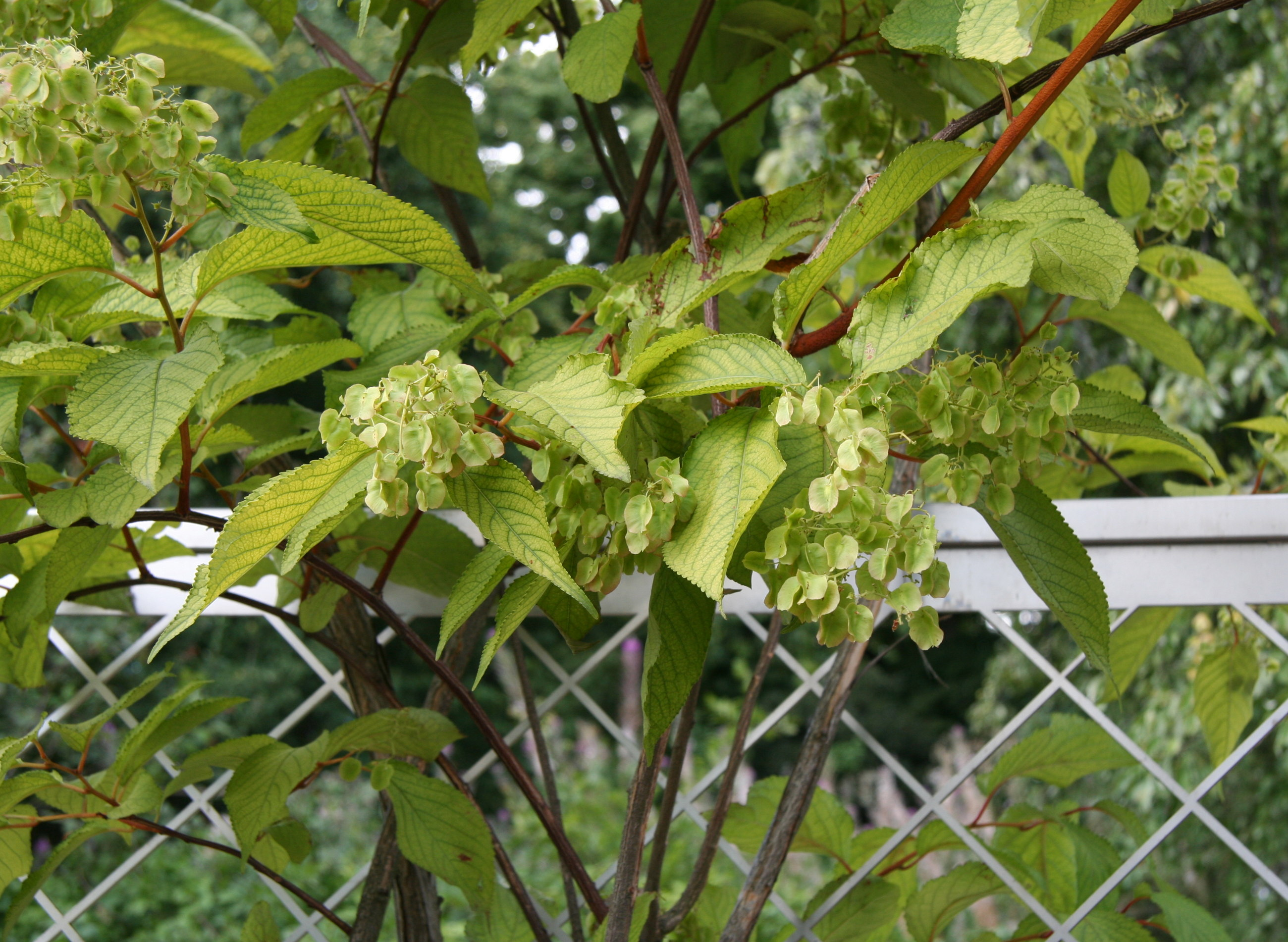
Flügelnüsse an Wilfords Dreiflügelfrucht

### Frucht und Samen
Fruchtzeit ist in China von August bis November. Die meist grüne und zur Reife grün-braune, seltener rosafarbene oder rosa-violette Flügelnuss besitzt drei seitliche, pergamentartige Flügel (daher der Gattungsname). Sie ist 1,3 bis 1,9 (1 bis 2,3) Zentimeter lang und 1,2 bis 1,5 (0,7 bis 1,9) Zentimeter breit. Der rund 5 Millimeter lange, etwas abgeflachte und 1,3 bis 3 Millimeter breite Samen ist dreikantig und eiweißhaltig.

### Chromosomensatz
Die Chromosomenzahl beträgt 2n = 24.

## Verbreitung
Wilfords Dreiflügelfrucht ist vom Nordosten Myanmars über Südchina, Taiwan und Korea bis Japan verbreitet. Sie findet sich in Mischwäldern, an Waldrändern, in Waldgebieten und in Buschwerk in Höhenlagen zwischen 100 und 3500 Meter.

## Systematik und Botanische Geschichte
Die Gattung Tripterygium wurde 1862 durch Joseph Dalton Hooker in Genera Plantarum, Band 1, S. 360 und 368 mit der Typusart Tripterygium wilfordii aufgestellt. Der Gattungsname Tripterygium verweist auf die Dreiflügeligkeit der Früchte. Das Artepitheton ehrt den britischen Pflanzensammler Charles Wilford. Lange wurden Tripterygium hypoglaucum (H.Lév.) Hutch. und Tripterygium regelii Sprague & Takeda als eigenständige Arten angesehen. Sie gelten heute als Synonyme.
Tripterygium wilfordii Hook.f. ist die einzige Art der Gattung Tripterygium in der Unterfamilie der Celastroideae innerhalb der Familie der Celastraceae.

## Verwendung

### Zierpflanze
Wilfords Dreiflügelfrucht wird wegen ihrer Blüten und Früchte als Zierpflanze in Parks und Gärten kultiviert und ist nur bedingt frosthart. Sie gedeiht am besten auf durchlässigen Böden, gilt jedoch ansonsten als anspruchslos.

Triptolid, einer der potentesten Inhaltsstoffe von Wilfords Dreiflügelfrucht

Tripdiolid, ein weiterer Inhaltsstoff von Wilfords Dreiflügelfrucht

### Inhaltsstoffe
Tripterygium wilfordii enthält eine Reihe hochwirksamer und teils auch toxischer Wirkstoffe auf der Terpen-Basis, meist Diterpene. Als wichtigste wurde aus den über 70 Inhaltsstoffen die Verbindung Triptolid (auch als PG490 bezeichnet) isoliert und charakterisiert, aber auch Tripdiolid, Triptonid, Triptolidenol, Tripchlorolid und 16-Hydroxytriplid. Die toxischen Inhaltsstoffe befinden sich im Wesentlichen in der Wurzelrinde, daher werden meist nur geschälte Wurzeln verwendet. Die Diterpene sind vom Abietan-Typ; die pentazyklischen Triterpene haben ein Oleanan-Grundkörper. Daneben befinden sich auch verschiedene Alkaloide, wie beispielsweise Wilfordin, in der Pflanze. Wirkung und Toxizität werden im Wesentlichen von Wilfordin und den Diterpen-Derivaten bestimmt. Als besonders wirksam hat sich dabei das Triptolid erwiesen, das unter anderem die Lipopolysaccharid-induzierte (LPS) Prostaglandinsynthese hemmt und dadurch entzündungshemmend wirkt.
Die aus Wilfords Dreiflügelfrucht als Pflanzenextrakt isolierten Terpene sind in der Lage Spermien zu immobilisieren, ohne dabei den Hormonhaushalt des Mannes zu beeinflussen. In einer 2021 in der Fachzeitschrift Nature veröffentlichten Studie konnte gezeigt werden, dass Triptonid eine wirksame Verhütungsmittel bei männliche Mäuse und männliche Cynomolgus-Affen darstellt. Es greift dabei in die Interaktion zwischen Plakoglobin und SPEM1 Protein ein und beeinflusst dadurch die Motilität der Spermien.
Eine der wichtigsten Nebenwirkungen reiner Extrakte von Wilfords Dreiflügelfrucht ist eine Immunsuppression, die aber – beispielsweise bei Autoimmunkrankheiten – auch vorteilhaft sein kann. Bisher vorliegende Ergebnisse präklinischer und klinischer Forschungen zeigen intrazellulär eine Cortison-ähnliche Wirkung. Fachgerechte Aufbereitung des Extraktes und sorgsame Dosierung können die Toxizität weitgehend unterdrücken. In einer randomisierten Doppelblindstudie an Patienten mit rheumatoider Polyarthritis trat nach 12-wöchiger Behandlungsdauer eine Besserung der Symptome auf.
In verschieden präklinischen und klinischen Studien wird die Wirksamkeit von T. wilfordii-Extrakten oder daraus isolierter Einzelsubstanzen, bei unterschiedlichen Krankheiten untersucht. Dabei stehen Entzündungen, Arthrosen rheumatische Erkrankungen Autoimmunkrankheiten und verschiedene Krebserkrankungen im Fokus.
Der aus der Pflanze gewonnene Naturstoff Celastrol erwies sich in neueren Studien als Antiadipositum: Bei Mäusen reduzierte die Gabe von Celastrol die Nahrungsaufnahme. Celastrol entfaltete diese Wirkung, indem es die Sensitivität für das körpereigene Sättigungshormon Leptin steigerte (in: DAZ - Deutsche Apothekerzeitung Nr. 22/ 28. Mai 2015 Seite 8 (2090)).
In der Traditionellen Chinesischen Medizin (TCM) werden Extrakte von Wilfords Dreiflügelfrucht beispielsweise zur Behandlung von Herpes Zoster-Infektionen (Gürtelrose), Psoriasis und rheumatischen Erkrankungen verwendet. Die ersten Überlieferungen über die Anwendung der Pflanze gehen bis in das 16. Jahrhundert zurück.

## Nachweise
- M. P. Simmons: Celastraceae. In: Klaus Kubitzki (Hrsg.): The Families and Genera of Vascular Plants. Volume VI: Flowering Plants Dicotyledons, 2004, ISBN 978-3-540-06512-8, S. 53.
- M. Jin-shuang und M. Funston: Tripterygium, S. 486 - textgleich online wie gedrucktes Werk, In: Wu Zheng-yi, Peter H. Raven & Deyuan Hong (Hrsg.): Flora of China. Volume 11 - Oxalidaceae through Aceraceae, Science Press und Missouri Botanical Garden Press, Beijing und St. Louis, 2008. ISBN 978-1-930723-73-3 (Abschnitte Beschreibung und Systematik).

## Weiterführende Literatur
- B. M. Schmidt u. a.: Revisiting the ancient concept of botanical therapeutics. In: Nature Chemical Biology. 3/2007, S. 360–366.
- S. M. Kupchan u. a.: Triptolide and tripdiolide, novel antileukemic diterpenoid triepoxides from Tripterygium wilfordii. In: J. Am. Chem. Soc. 94/1972, S. 7194–7195. PMID 5072337
- X. Tao, P. E. Lipsky: The Chinese anti-inflammatory and immunosuppressive herbal remedy Tripterygium wilfordii Hook F. In: Rheum. Dis. Clin. North Am. 57/2000, S. 1221–1227.
- W. Z. Gu u. a.: Inhibition of type II collagen induced arthritis in mice by an immunosuppressive extract of Tripterygium wilfordii Hook f. In: J. Rheumatol. 19/1992, S. 682–688.
- J. Sylvester u. a.: Tripterygium wilfordii Hook F extract suppresses proinflammatory cytokine-induced expression of matrix metalloproteinase genes in articular chondrocytes by inhibiting activating protein-1 and nuclear factor-kappaB activities. In: Mol Pharmacol. 59/2001, S. 1196–1205.
- Y. Chen u. a.: PG27, an extract of Tripterygium wilfordii hook f, induces antigen-specific tolerance in bone marrow transplantation in mice. In: Blood. 95/2000, S. 705–710, PMID 10627483.
- J. Ma u. a.: Anti-inflammatory and immunosuppressive compounds from Tripterygium wilfordii. In: Phytochemistry 68/2007, S. 1172–1178.
- I. Wagner: Pharmakologische und klinische Untersuchungen zur Wirksamkeit eines standardisierten Weidenrindenextraktes. Dissertation, Eberhard-Karls-Universität Tübingen, 2003, S. 20.